# Павел Ђурковић
Павле или Павел Ђурковић, (1772. Баја — 1830. Одеса) био је српски сликар, портретист и иконограф. Он се истакао у иконографисању манастира и по портретима великог броја познатих личности у српској историји.

## Биографија
Родом је из варошице Баје у Угарској. Његов деда Глиша је у своје време био дугогодишњи бајски сенатор и градоначелник.
Његов обимом највећи рад је био иконостас цркве у Вршцу и Белој Цркви из година око 1792. Ђурковић "иконописац из Будима", јер од 1793. године сликао иконе на иконостасу белоцркванског храма Св. Петра и Павла.
Он је путовао по већим градовима и местима и портретисао је имућније грађане. Тако је 1811. године је израдио портрет архимандрита Павла Хаџића. Године 1812. године је радио у Земуну за породицу Карамата, а 1816. године је у Шишатовцу портретисао Вука Караџића и Лукијана Мушицког. Године 1820. је у Сремским Карловцима сликао митрополита Стратимировића, насликао је и проту Тому Будисављевића.
Потписујући се: „Изживописал П. Ђ. славено-Сербин из Карловаца в Сријеме“. Године 1812. је радио у славонским манастирима. Портретисао је у манастиру Ораховици 1820, архимандрита Стевана Станковића.
После 1820. године је отпутовао у Русију преко Влашке и Молдавије сликајући уз пут и настанио се у Одеси, где му је посао јако добро ишао и ту је напредовао као уметник и израдио је ту изванредни портрет професора Атанасија Стојковића, који га је можда и позвао у Русију, као једно од његових последњих дела и као доказ о његовој уметности портретирања.
На позив кнеза Милоша од 23. априла 1823. године стигао је из Карловаца у Србију да портретише, њега и породицу - књегињу Љубицу и кћери Савку и Станку. Уметник се бавио у Крагујевцу и Београду, где је радио по жељи кнежевој. Ђурковић је 21. марта 1824. године завршио портрет кнеза Милоша. Била је то друга по реду позната слика у ослобођеној Србији, након Другог српског устанка.

## Галерија
- Портрет свештеника, 1811.
- Вук Караџић
- Жена са црвеним шалом, 1817.
- Кнез Милош Обреновић са фесом 1823.
- Кнез Милош Обреновић са турбаном 1824.
- Портрет барона Јоановића
- Ана Јовановић-Бекеш, рано 19. столеће